# عجلة المغزل

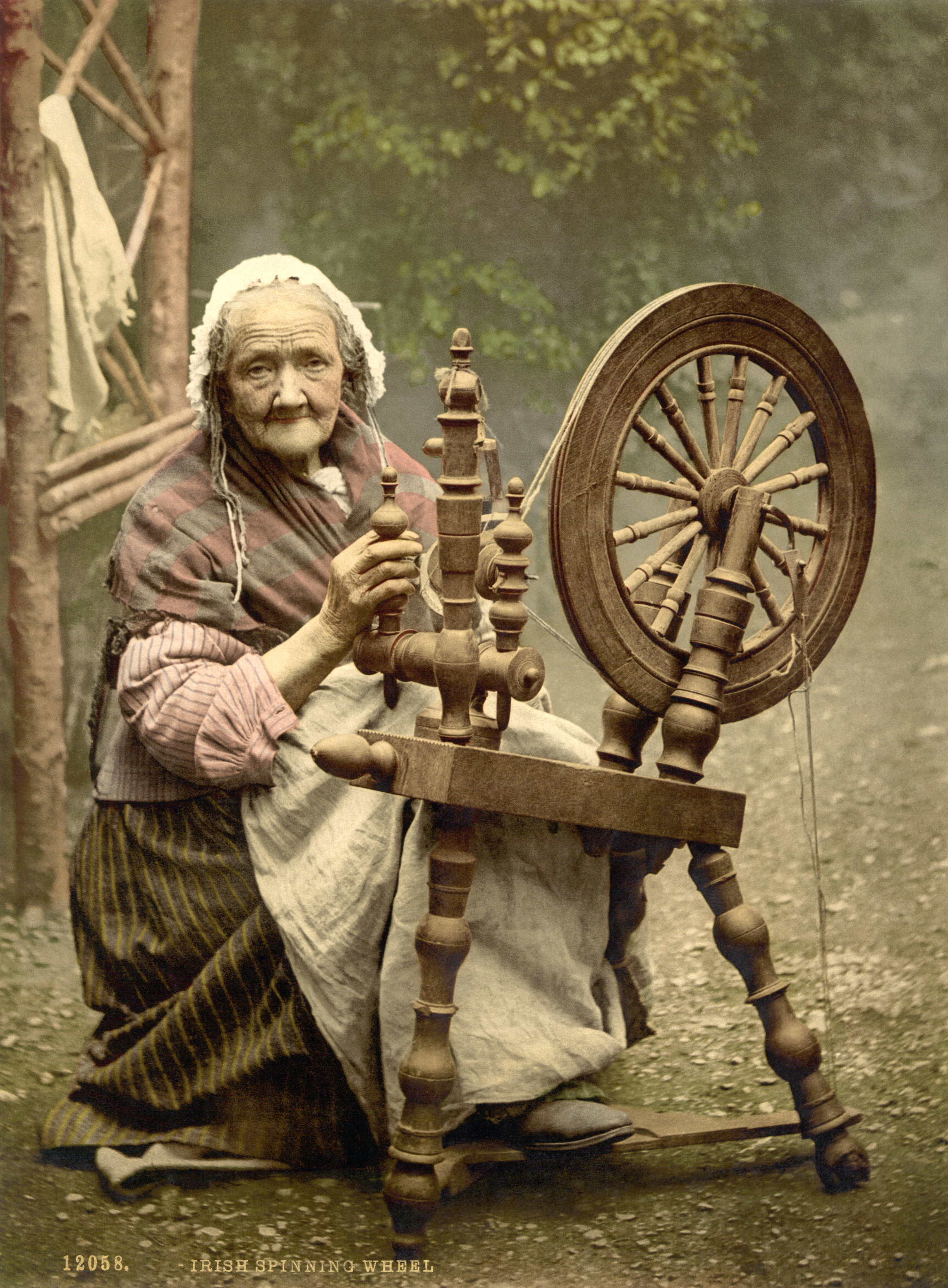
عجلة مغزل أيرلندي عام 1900م بمكتبة الكونجرس

عجلة الغزل أو دولاب النول آلة قديمة لغزل الألياف الطبيعية والاصطناعية لصنع الخيوط وقد ظهرت عجلة الغزل في آسيا حوالي القرن الحادي عشر الميلادي وأيضا يتم أستخدامها من أجل تصنيع الألبسة.

## تاريخ
أول الصور الواضحة لعجلة الغزل اتت من بغداد حوالي العام1237، والصين 1270، وأوروبا 1280، توجد ادلة على أن عجلة الغزل استخدمت في العالم الإسلامي والصين، دخلت عجلة الغزل إلى الهند من إيران في القرن الثالث عشر الميلادي.